# Bob Karstens
Bob Karstens (Davenport, Iowa, 11 de marzo de 1915 - Redlands, California, 31 de diciembre de 2004) fue un jugador de baloncesto estadounidense. Fue el primer jugador blanco en firmar un contrato con los Harlem Globetrotters.

## Trayectoria
Karstens jugó al baloncesto en la Davenport High School y en el Davenport Central Turner, antes de asistir al St. Ambrose College.
Comenzó a jugar competitivamente con los Eldridge Merchants, pero luego volvería al Davenport Central Turner para sumarse a su equipo profesional, los Rockets. Allí actuaría a la par de su hermano Ken Karstens.
En 1940 fichó por primera vez con House of David, un equipo vinculado a una comunidad religiosa de Benton Harbor, Michigan, que tenía la particularidad de exigirles a sus miembros que se dejaran crecer la barba. Más allá de eso, House of David se destacaba en la época por su estilo de juego que promovía los pases rápidos y el uso de malabares con el balón durante los partidos.
A comienzos de 1943 se incorporó a los Harlem Globetrotters como sustituto de Goose Tatum, quien había sido reclutado por la Fuerza Aérea de los Estados Unidos para participar de la Segunda Guerra Mundial. De ese modo se convirtió en el primer jugador blanco en firmar un contrato con el equipo de negros (sin embargo no fue el primer blanco en jugar con ellos, ya que Abe Saperstein, Harold Leavitt y otros habían vestido el uniforme ocasionalmente en los años anteriores). Karstens llegaba con la experiencia de haber participado de dos ediciones del World Professional Basketball Tournament -1940 con House of David y 1942 con los Davenport Rockets-, sin embargo no sólo le aportó a los Globetrotters su capacidad competitiva, sino que también intervino en la creación de las rutinas cómicas que el equipo implementaba para entretener al público durante los partidos. De su mente nació, por ejemplo, el chiste del balón yo-yo. También fue él quien propuso lanzar al aro con el brazo atrás de la espalda y realizar el "círculo mágico" como rutina de calentamiento antes de los partidos, la cual consistía en que los jugadores formaban un círculo sobre la cancha y cada uno de ellos realizaba malabares con el balón, antes de pasárselo a un compañero de modo inesperado.
Tras dejar a los Globetrotters en el verano de 1944, retornó a House of David. 
En 1947 se unió a los Kansas City Stars, un equipo racialmente integrado que estaba asociado a Jesse Owens, y que recorría Estados Unidos jugando al baloncesto y promoviendo carreras de velocidad. Luego de una temporada allí se afincó en Nueva York, donde jugó para los Celtics y los Nationals, ambos equipos ideados por Abe Saperstein. En 1949 pasó a formar parte de los Boston Whirlwinds, otro proyecto de Saperstein con el que permanecería hasta 1954, llegando incluso a desempeñarse como jugador-entrenador. 
Al retirarse trabajó durante un tiempo como parte del cuerpo de entrenadores de los Harlem Globetrotters, y luego se desempeñó en el rubro de la construcción.
En junio de 1994 le fue otorgado el Anillo de Leyenda de los Harlem Globetrotters.